# فيلافرانكا بادوفانا
فيلافرانكا بادوفانا (بالإيطالية: Villafranca Padovana)‏ هي بلدية في مقاطعة باذوة في منطقة فنيتة الإيطالية، وتقع على بعد 40 كيلومترًا (25 ميلًا) غرب مدينة البندقية و11 كيلومترًا (7 ميلًا) شمال غرب باذوة.